# Oscar López Rivera

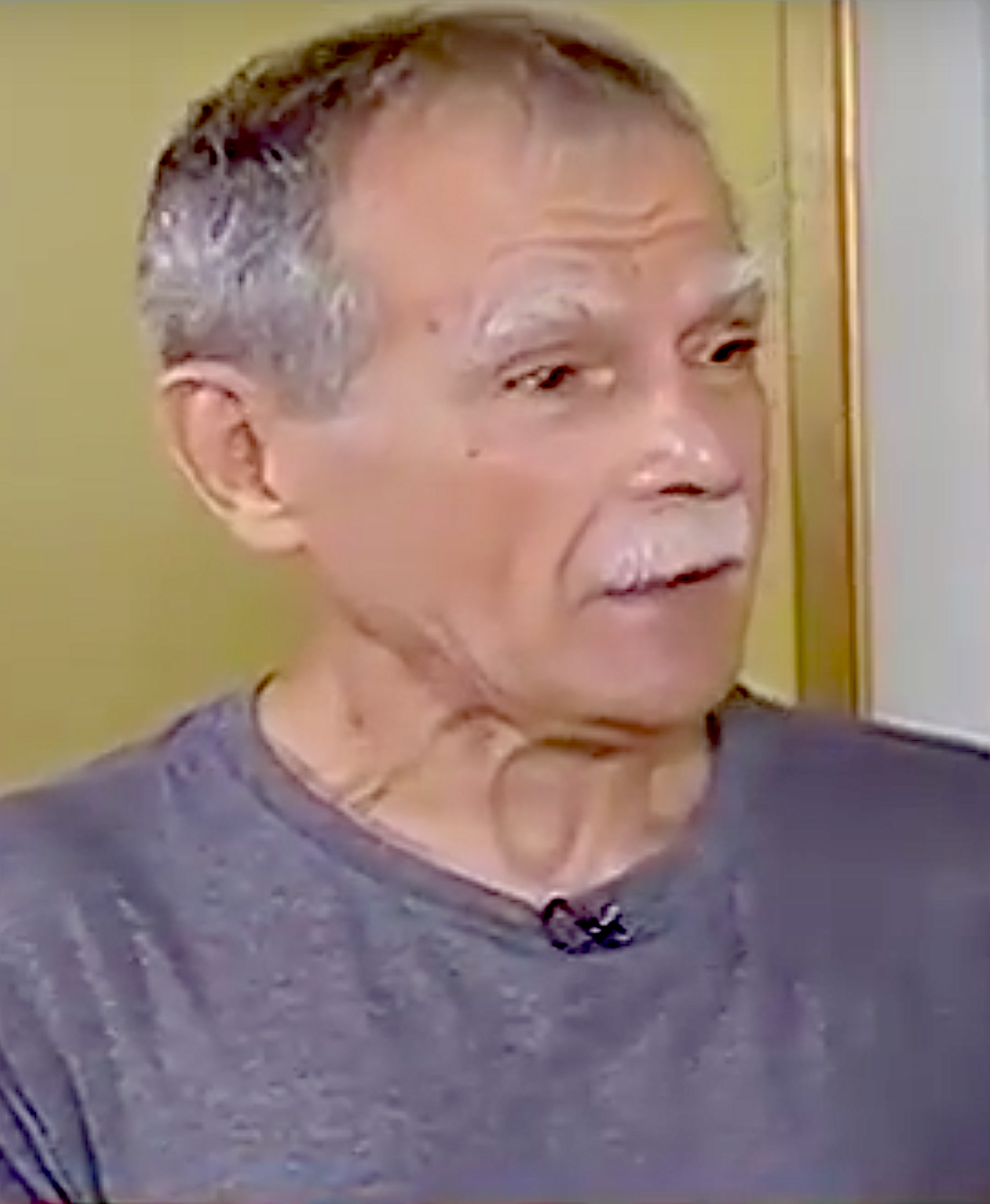
Oscar López Rivera (2017)

Oscar López Rivera (* 6. Januar 1943 in San Sebastián, Puerto Rico) ist ein puerto-ricanischer Aktivist. Als Mitglied einer militanten Befreiungsorganisation war er von 1981 bis 2017 in den USA in Haft.

## Leben
Oscar López Rivera zog mit 14 zu seiner Familie nach Chicago. Er wurde als Soldat zum Vietnamkrieg eingezogen. Nach seiner Rückkehr 1967 wurde er in sozialen und Bildungseinrichtungen der puerto-ricanischen Community aktiv. Um 1976 schloss er sich den Fuerzas Armadas de Liberación Nacional Puertorriqueña (Bewaffnete Kräfte der nationalen Befreiung Puerto Ricos) an, die in den 1970er Jahren zahlreiche Bombenanschläge in den USA begingen. Im Mai 1981 wurde er verhaftet und im August 1981 verurteilte ihn der U. S. District Court for Northern Illinois wegen Seditious conspiracy (aufrührerischer Verschwörung) und anderer Tatvorwürfe zu 55 Jahren Haft. López Rivera erkannte im Prozess das Gericht nicht an und nahm den Status eines Kriegsgefangenen für sich in Anspruch, weil die UNO und andere internationale Organisationen die Besetzung und Annexion Puerto Ricos durch die USA nicht anerkannt hätten.
López Rivera verbrachte 36 Jahre Haft in Marion (Illinois), Florence (Colorado) und Terre Haute (Indiana), überwiegend in Hochsicherheitsgefängnissen und 12 Jahre in Einzelhaft. 1988 wurde er wegen eines angeblich geplanten Ausbruchversuchs zu weiteren 15 Jahren Haft verurteilt. 1999 bot ihm Präsident Bill Clinton eine Begnadigung unter Bedingungen an, die López Rivera ablehnte. Juli 2015 forderte das Forum von São Paulo seine sofortige Freilassung. Im Januar 2017 setzte Präsident Barack Obama seine Strafe aus, und er kam im Februar 2017 frei.